# 谷田貝公昭
谷田貝 公昭（やたがい まさあき、1943年6月10日 - ）は、日本の保育学者、目白大学名誉教授。保育学・教育学専攻。子どもの生活科学研究会代表。

## 経歴
栃木県小山市生まれ。1967年玉川大学文学部教育学科卒。栄光保育研究所、京浜女子大学助教授、校名変更で鎌倉女子大学教授、1990年目白学園女子短期大学教授、1994年目白大学教授、生涯福祉研究科・人間学部子ども学科教授。2014年名誉教授。

## 著書
- 『鉛筆が削れない 現代っ子不器用の証明』公文数学研究センター 1980
- 『ハシも使えない ここまできた不器用っ子症候群』サンケイ出版 1984
- 『直接体験不足症候群の子どもたち』汐文社 1991
- 『元気におはよう』ルック わくわくあそび　1995
- 『手あそび・指あそび』ルック わくわくあそび 1995

### 共編著
- 『子ども相談』細野一郎共編 杉山書店 1979
- 『お母さんと先生の教育必読ガイド』編著 くもん出版 1982
- 『現代「不器用っ子」報告』編著 学陽書房 1986
- 『乳・幼児をもつお母さんへ 8 なぜ、不器用っ子はだめか』編著 明治図書出版 1986
- 『教育学概論』佐藤弘毅共編 酒井書店 1988
- 『あそびを育てる 3 操作あそびを育てる』森楙共編著 コレール社 1988 保育技術シリーズ
- 『どうしてなるほどおもしろ発見』共編著 コレール社 1992
- 『教育原論』上野辰美監修 武田紘一共編著 コレール社 1994
- 『幼児教育原論』上野辰美監修 武田紘一共編著 コレール社 1994
- 『しつけ図解事典 しつけが身に付けば、学力もアップ』編 小学館　おかあさん塾セレクト 1995
- 『チルドレンワールド 子どもの世界 生活・文化・福祉・教育・環境』村越晃、林邦雄、前林清和共編著 一藝社 1997
- 『保育学概論』中野由美子共編著 一藝社 1998
- 『保育原理』岡本美智子共編著 一藝社 2001
- 『図解子ども事典』林邦雄監修 責任編集 一藝社 2004
- 『これだけは身につけたい保育者の常識67』上野通子共編 一藝社 2006
- 『データでみる幼児の基本的生活習慣 基本的生活習慣の発達基準に関する研究』高橋弥生共著 一藝社 2007
- 『保育ミニ辞典』編 一藝社 2007
- 『子ども学講座』林邦雄共監修 一藝社 2009-2010
- 『小学生ママのための学校行事とマナー』編 一藝社 2009
- 『できる子に育つ50のコツ 親子で学ぶ生活習慣 子ども用習熟度テスト付』編 一藝社 2009
- 『子ども心理辞典』原裕視共編 一藝社 2011
- 『健康』高橋弥生共編 一藝社 実践保育内容シリーズ 2014
- 『言葉』廣澤満之共編 一藝社 実践保育内容シリーズ 2014

## 参考
- [ISBN 978-4-86359-030-4]
- 『現代日本人名録』2002年